# Actenoides hombroni
Actenoides hombroni là một loài chim trong họ Alcedinidae.